# 雲伝心道流
雲伝心道流（うんでんしんどうりゅう）は、日本の茶道の流派のひとつ。流祖は新沼椿渓（にいぬまちんけい）。近年は習得者が激減している。

## 概説
流祖新沼椿渓は山岡鉄舟の門人でありその思想的影響を強く受けた。すなわち茶の道は精神鍛錬の道であり、とかく華美に流れ名器名物を賞翫蒐集に走る姿は排するべきであるとする。したがって他流のいわゆるお道具の拝見は一切行わない。点前としては千家流に準ずるが道具組みや床飾りなど多くの点で簡素を旨としている。
日常生活にこそ茶の精神が生かされるべきであるとしている。
多磨霊園に家元新沼椿渓（おそらくは2代目）の墓所がある。